# Benjamin Moser (Musiker)
Benjamin Moser (* 3. Mai 1981 in München) ist ein deutscher Pianist.

## Leben und Wirken
Benjamin Moser stammt aus einer Musikerfamilie: Seine kanadische Mutter Edith Wiens (* 1950) ist Sängerin und sein Vater Kai Moser Cellist. Sein Bruder Johannes Moser (* 1979) ist ebenfalls Cellist.
Moser erhielt seit dem Alter von sechs Jahren Klavierunterricht. Noch als Schüler begann er mit dem Klavierstudium an der Hochschule für Musik in München bei Michael Schäfer. An der Universität der Künste in Berlin studierte er 2002–2009 als Meisterschüler bei Klaus Hellwig. Nach dem Meisterklassendiplom vervollständigte Moser seine musikalischen Fähigkeiten bei Dmitri Baschkirow und ab 2012 bei Alfred Brendel in London.
Moser wurde dem internationalen Publikum bekannt, als er 2007 Preise beim Moskauer Tschaikowski-Wettbewerb sowie in New York beim Nachwuchswettbewerb Young Concert Artists International Auditions gewann. Er tritt als Solist in Orchesterkonzerten und Klavierabenden auf. Sein Repertoire umfasst Werke von Bartók, Beethoven, Brahms, Chopin, Gershwin, Grieg, Liszt, Mozart, Rachmaninow, Tschaikowski und Schumann (Stand: 2017).
Seine Konzerte führen ihn durch Konzerthäuser in Europa und der ganzen Welt.

## Förderung und Preise
Bereits während der Studienzeit beteiligte sich Moser an Klavierwettbewerben, so gewann er beim Artur-Schnabel-Wettbewerb in Berlin einen ersten Preis. Im zweiten Studienabschnitt erhielt er ab 2003 ein Stipendium der Studienstiftung des Deutschen Volkes, auch der Deutsche Musikrat förderte ihn mit einem Stipendium. Im Jahr 2005 wurde ihm in Berlin der Förderpreis des Unternehmens Steinway & Sons zuerkannt.